# Zammara
Zammara is een geslacht van halfvleugeligen uit de familie zangcicaden (Cicadidae). De wetenschappelijke naam van dit geslacht werd voor het eerst geldig gepubliceerd in 1843 door Amyot en  Audinet-Serville.

## Soorten
Het geslacht omvat de volgende soorten:
- Zammara brevis (Distant, 1905)
- Zammara calochroma Walker, 1858
- Zammara erna Schmidt, 1919
- Zammara eximia (Erichson, 1848)
- Zammara guyanensis Sanborn, 2020[2]
- Zammara hertha Schmidt, 1919
- Zammara intricata Walker, 1850
- Zammara lichyi Boulard & Sueur, 1996
- Zammara luculenta Distant, 1883
- Zammara medialinea Sanborn, 2004
- Zammara nigriplaga Walker, 1858
- Zammara olivacea Sanborn, 2004
- Zammara smaragdina Walker, 1850
- Zammara smaragdula Walker, 1858
- Zammara strepens Amyot & Audinet Serville, 1843
- Zammara tympanum (Fabricius, 1803)